# THE IDOLM@STER SHINY COLORS Song for Prism
『THE IDOLM@STER SHINY COLORS Song for Prism』（アイドルマスター シャイニーカラーズ ソングフォープリズム）は、2023年10月18日からリリースされているキャラクターソングCDシリーズ。

## 概要
スマートフォン用アプリゲーム『アイドルマスター シャイニーカラーズ Song for Prism』用に作成された楽曲を収録したCDシングルシリーズ。全体曲を除くCDは、2年目までは収録順を入れ替えた2種類のパッケージが同時発売される形式、3年目以降は4曲収録のアルバム形式となっている。

## 星の声
2023年10月18日発売。『Song for Prism』テーマ曲の「星の声」を収録。本CDより鈴木羽那・郁田はるきが加わる。
収録曲
歌：シャイニーカラーズ
1. 星の声
作詞・作曲・編曲：秋浦智裕
2. 星の声（Game Size）
3. 星の声（Off Vocal）

## 裸足じゃイラレナイ / 明日もBeautiful Day
2024年1月24日発売。放課後クライマックスガールズとアルストロメリアのイベント曲2曲を収録。
収録曲（放課後クライマックスガールズ盤）
1. 裸足じゃイラレナイ
歌：放課後クライマックスガールズ
作詞：古屋真、作曲・編曲：ats- (Blue Bird's Nest)
2. 明日もBeautiful Day
歌：アルストロメリア
作詞：鈴木静那、作曲：丸山真由子 (Blue Bird's Nest)、編曲：清水武仁 (Blue Bird's Nest)
3. 裸足じゃイラレナイ (Game Size)
歌：放課後クライマックスガールズ
4. 明日もBeautiful Day (Game Size)
歌：アルストロメリア
5. 裸足じゃイラレナイ (Off Vocal)
6. 明日もBeautiful Day (Off Vocal)

## ハナムケのハナタバ / 青空
2024年4月3日発売。コメティックとノクチルのイベント曲2曲を収録。
収録曲（コメティック盤）
1. ハナムケのハナタバ
歌：コメティック
作詞・作曲・編曲：園田健太郎
2. 青空
歌：ノクチル
作詞：秋浦智裕、作曲・編曲：渡辺徹 (Blue Bird's Nest)
3. ハナムケのハナタバ (Game Size)
歌：コメティック
4. 青空 (Game Size)
歌：ノクチル
5. ハナムケのハナタバ (Off Vocal)
6. 青空 (Off Vocal)

## Happier / 枕木の歌
2024年5月22日発売。シーズとイルミネーションスターズのイベント曲2曲を収録。
収録曲（シーズ盤）
1. Happier
歌：シーズ
作詞：Co-sho、作曲・編曲：YUU for YOU・Ryosuke Matsuda
2. 枕木の歌
歌：イルミネーションスターズ
作詞：渡邊亜希子、作曲：石黑剛・小久保祐希、編曲：石黑剛
3. Happier (Game Size)
歌：シーズ
4. 枕木の歌 (Game Size)
歌：イルミネーションスターズ
5. Happier (Off Vocal)
6. 枕木の歌 (Off Vocal)

## 時限式狂騒ワンダーランド / LINKs
2024年7月24日発売。アンティーカとストレイライトのイベント曲2曲を収録。
収録曲（アンティーカ盤）
1. 時限式狂騒ワンダーランド
歌：アンティーカ
作詞：真崎エリカ、作曲・編曲：河田貴央
2. LINKs
歌：ストレイライト
作詞：下地悠、作曲・編曲：本多友紀（Arte Refact）
3. 時限式狂騒ワンダーランド (Game Size)
歌：アンティーカ
4. LINKs (Game Size)
歌：ストレイライト
5. 時限式狂騒ワンダーランド (Off Vocal)
6. LINKs (Off Vocal)

## After Run / mellow mellow
2024年9月25日発売。シーズとアルストロメリアのイベント曲2曲を収録。
収録曲（シーズ盤）
1. After Run
歌：シーズ
作詞：Co-sho、作曲：小久保祐希・Eunsol(1008)、編曲：Eunsol(1008)
2. mellow mellow
歌：アルストロメリア
作詞：鈴木静那、作曲：Armyslick・常楽寺澪、編曲：Armyslick
3. After Run (Game Size)
歌：シーズ
4. mellow mellow (Game Size)
歌：アルストロメリア
5. After Run (Off Vocal)
6. mellow mellow (Off Vocal)

## C'mon Join Us! / 愛なView / サマーサマーオーシャンパーリィバケーション
2024年11月20日発売。『Song for Prism』1周年記念曲「C'mon! Join Us」と、その他2曲を収録。
収録曲
1. C'mon! Join Us
歌：シャイニーカラーズ
作詞：下地悠、作曲：小久保祐希・YAGO・YHEL、編曲：YUU for YOU・YAGO
2. 愛なView
歌：シャイニーカラーズ
作詞：渡邊亜希子、作曲：原田雄一・奥野涼、編曲：原田雄一
3. サマーサマーオーシャンパーリィバケーション
歌：八宮めぐる（峯田茉優）・三峰結華（希水しお）・小宮果穂（河野ひより）・大崎甜花（前川涼子）・黛冬優子（幸村恵理）・福丸小糸（田嶌紗蘭）・緋田美琴（山根綺）・郁田はるき（小澤麗那）
作詞：古屋真、作曲・編曲：NA.ZU.NA
4. C'mon! Join Us (Game Size)
5. 愛なView (Game Size)
6. サマーサマーオーシャンパーリィバケーション (Game Size)
7. C'mon! Join Us (Off Vocal)
8. 愛なView (Off Vocal)
9. サマーサマーオーシャンパーリィバケーション (Off Vocal)

## Heads or Tails？ / グッバイ
2024年11月27日発売。コメティックとノクチルのイベント曲2曲を収録。
収録曲（コメティック盤）
1. Heads or Tails？
歌：コメティック
作詞：Soflan Daichi、作曲：YUU for YOU・Giz'Mo (from Jam9)、編曲：涼木シンジ (KEYTONE)
2. グッバイ
歌：ノクチル
作詞：秋浦智裕、作曲：山田智和、編曲：住谷翔平
3. Heads or Tails？ (Game Size)
歌：コメティック
4. グッバイ (Game Size)
歌：ノクチル
5. Heads or Tails？ (Off Vocal)
6. グッバイ (Off Vocal)

## Shower of light / 快盗Vを見逃すな
2025年1月29日発売。イルミネーションスターズと放課後クライマックスガールズのイベント曲2曲を収録。
収録曲（イルミネーションスターズ盤）
1. Shower of light
歌：イルミネーションスターズ
作詞：渡邊亜希子、作曲・編曲：三好啓太
2. 快盗Vを見逃すな
歌：放課後クライマックスガールズ
作詞：古屋真、作曲：常楽寺澪・popopo、編曲：YUU for YOU
3. Shower of light (Game Size)
歌：イルミネーションスターズ
4. 快盗Vを見逃すな (Game Size)
歌：放課後クライマックスガールズ
5. Shower of light (Off Vocal)
6. 快盗Vを見逃すな (Off Vocal)

## Real Mind Shakes / THE LAST PRIDE
2025年3月26日発売。ストレイライトとアンティーカのイベント曲2曲を収録。
収録曲（ストレイライト盤）
1. Real Mind Shakes
歌：ストレイライト
作詞：下地悠、作曲・編曲：本多友紀（Arte Refact）
2. THE LAST PRIDE
歌：アンティーカ
作詞：真崎エリカ、作曲・編曲：Nika Lenz（Arte Refact）
3. Real Mind Shakes (Game Size)
歌：ストレイライト
4. THE LAST PRIDE (Game Size)
歌：アンティーカ
5. Real Mind Shakes (Off Vocal)
6. THE LAST PRIDE (Off Vocal)

## 愛しき日々 / Fading Stars / Future Transit / KoiKyun！
2025年9月3日発売。ノクチル、シーズ、ストレイライト、イルミネーションスターズのイベント曲4曲を収録。
収録曲
1. 愛しき日々
歌：ノクチル
作詞：秋浦智裕、作曲・編曲：前口ワタル
2. Fading Stars
歌：シーズ
作詞：Co-sho、作曲：本多友紀 (Arte Refact)、編曲：Nika Lenz (Arte Refact)
3. Future Transit
歌：ストレイライト
作詞：下地悠、作曲：本多友紀 (Arte Refact)、編曲：水野谷怜 (Arte Refact)
4. KoiKyun！
歌：イルミネーションスターズ
作詞：渡邊亜希子　作曲：小久保祐希、YUU for YOU　編曲：YUU for YOU
5. 愛しき日々 (Game Size)
6. Fading Stars (Game Size)
7. Future Transit (Game Size)
8. KoiKyun！ (Game Size)
9. 愛しき日々 (Off Vocal)
10. Fading Stars (Off Vocal)
11. Future Transit (Off Vocal)
12. KoiKyun！ (Off Vocal)

## ソロ・リミックス盤
シリーズに収録された曲のソロ・リミックスを収録したCD。ライブでの物販か通信販売のみで、店頭販売はされない。
THE IDOLM@STER SHINY COLORS SOLO COLLECTION -6.5th Anniversary LIVE "Chapter 283"-
2024年10月開催のライブ限定販売、CD2枚組。「枕木の歌」「時限式狂騒ワンダーランド」「裸足じゃイラレナイ」「明日もBeautiful Day」「LINKs」「青空」「Happier」「ハナムケのハナタバ」のソロ・リミックスを収録。